# 비밀의 꽃
《비밀의 꽃》(La Flor De Mi Secreto, The Flower Of My Secret)은 스페인에서 제작된 페드로 알모도바르 감독의 1995년 드라마 영화이다. 마리사 파레데스 등이 주연으로 출연하였고 에스더 가르시아 등이 제작에 참여하였다. 이 영화는 68회 아카데미상에서 아카데미 외국어 영화상에 입품되었으나 지명되지는 못했다.

## 출연

### 주연
- 마리사 파레데스
- 이마놀 아리아스
- 후안 에차노브

### 조연
- 로시 드 팔마
- 커스 램프리브
- 키티 맨버
- 조아퀸 코츠
- 난코 노보
- 조디 몰라

## 기타
- 미술: 에스더 가르시아